# نهر بيند أوريل
نهر بيند أوريل هو أحد روافد نهر كولومبيا يبلغ طوله 130 ميل (209 كـم) في شمال أيداهو وشمال شرق واشنطن في الولايات المتحدة وكذلك جنوب شرق كولومبيا البريطانية في كندا. يجري في منطقة ذات مناظر خلابة في جبال روكي على طول الحدود بين الولايات المتحدة وكندا على الجانب الشرقي من كولومبيا. يُعرَّف النهر أحيانًا بأنه الجزء السفلي من كلارك فورك الذي ينبع من غرب مونتانا. حوض النهر مساحته 66,800 كيلومتر مربع (25,792 ميل2) وهي في الغالب في كلارك فورك وروافده في غرب مونتانا بما في ذلك جزء من نهر فلاتهيد في جنوب شرق كولومبيا البريطانية. يمثل حوض الصرف الكامل للنهر وروافده 43٪ من حوض نهر كولومبيا بالكامل فوق نقطة التقاء نهر كولومبيا. المساحة الإجمالية لحوض بيند أوريل أقل بقليل من 10٪ من إجمالي 258,000 ميل مربع (670,000 كـم2) من حوض كولومبيا.